# Mestre do Altar de Třeboň

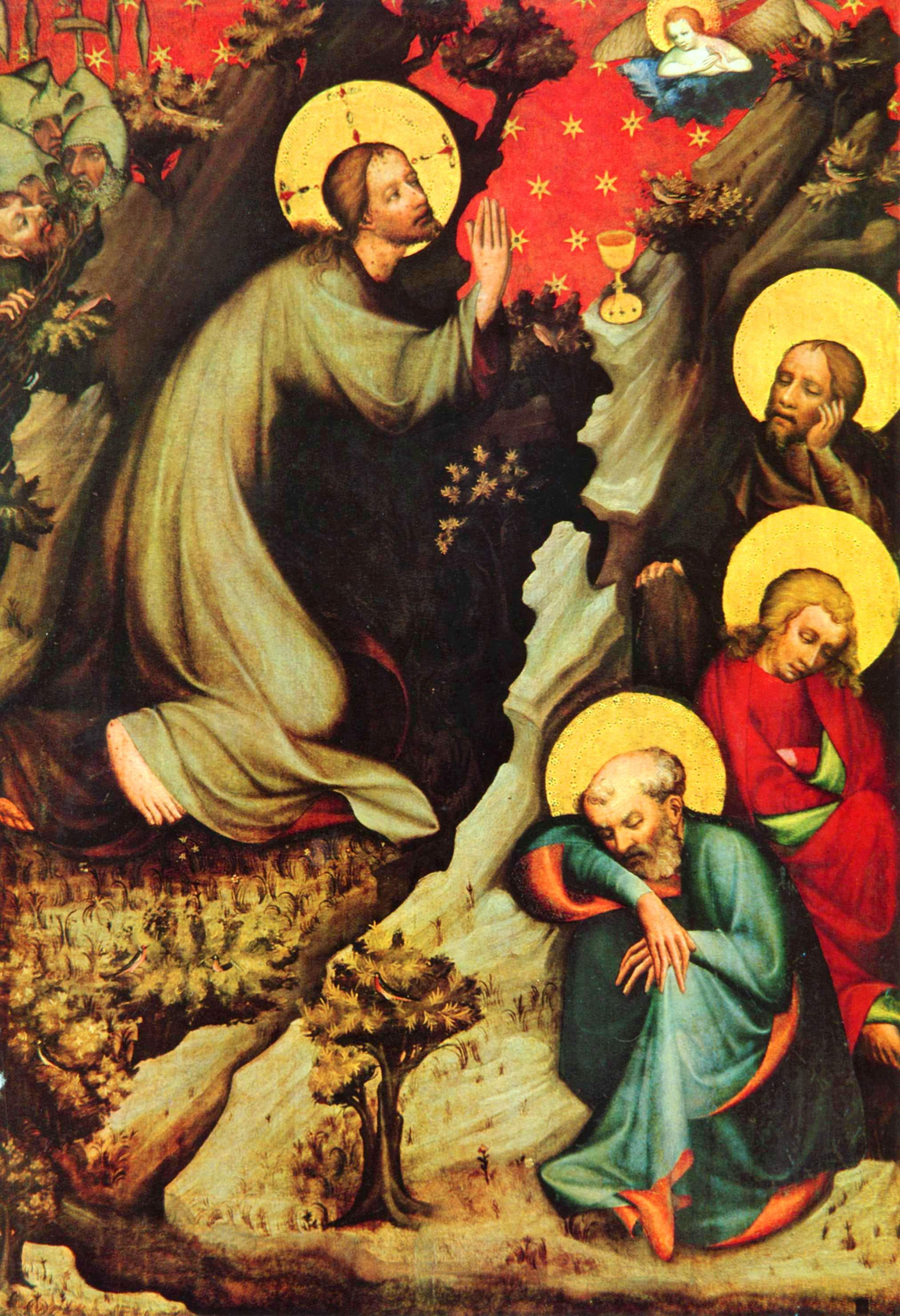
Cristo no Monte das Oliveiras, do Altar de Třeboň

O Mestre do Altar deTřeboň, ou Mestre de Wittingau, era um pintor da Boêmia que trabalhava em Praga por  1380 ou 1390. Seu nome é derivado do altar da Igreja de Santo Elígio no convento agostiniano de Třeboň (em alemão, "Wittingau"). O altar, um tríptico, mostra Cristo no Monte das Oliveiras, O Túmulo de Cristo e a Ressurreição. Foi datado de cerca de 1380 e hoje está no Convento de St. Agnes, parte da Galeria Nacional de Praga.
A pintura francesa e do norte da Itália está presente em seu trabalho. Ele criou o "estilo bonito", uma variante boêmia do Gótico Internacional. A influência de sua obra pode ser vista no trabalho de outros artistas europeus do período como o Mestre do Altar de Bamberg.